# Christina Lindström (skådespelare)
Lena Christina Cecilia Lindström, född 25 april 1938 i Skönberga i Östergötland, är en svensk skådespelare. Hon var elev vid Norrköping-Linköping stadsteaters elevskola 1955-1958. 

## Filmografi
- 1956 – Skorpan
- 1956 – Johan på Snippen
- 1956 – Flickan i frack
- 1957 – Åsa-Nisse i full fart
- 1962 – Eskapad
- 1983 – Ingenjör Andrées luftfärd

## Teater

### Roller
| År   | Roll                | Produktion | Regi                 | Teater                           |
| ---- | ------------------- | --- | -------------------- | -------------------------------- |
| 1955 | Odette              | Blåjackor Lajos Lajtai och Lauri Wylie                                                                                   | John Zacharias       | Norrköping-Linköping stadsteater |
| 1956 | Laurie              | Åh, en så’n pappa! Liam O’Brien                                                                                          | Olof Thunberg        | Norrköping-Linköping stadsteater |
| 1956 | Britta              | Vita hästen Hans Müller och Ralph Benatzky                                                                               | John Zacharias       | Norrköping-Linköping stadsteater |
| 1957 | Sköterskan          | Kritträdgården Enid Bagnold                                                                                              | Ingrid Luterkort     | Norrköping-Linköping stadsteater |
| 1957 |                     | Lysistrate Aristofanes                                                                                                   | Olof Thunberg        | Norrköping-Linköping stadsteater |
| 1958 | Anna                | Värmlänningarna Fredrik August Dahlgren och Andreas Randel                                                               | Ingmar Bergman       | Malmö stadsteater                |
| 1964 |                     | Den stora effekten Robert Dhery                                                                                          | Stig Ossian Eriksson | Idéonteatern                     |
| 1964 | Rosemary Pilkington | Hur man lyckas i affärer utan att egentligen anstränga sig Frank Loesser, Abe Burrows, Jack Weinstock och Willie Gilbert | Folke Abenius        | Oscarsteatern                    |